# Kinderrechtencoalitie Vlaanderen
De Kinderrechtencoalitie Vlaanderen is een Vlaamse vzw die zich inzet voor het naleven van het Verdrag inzake de rechten van het kind. 

## Oprichting
De vereniging zag het licht in 1996. Deze tien organisaties stonden aan de wieg van de coalitie: 
- Bond van Grote en Jonge Gezinnen, nu Gezinsbond
- Defence for Children België
- Dienst Alternatieve Sanctie en Voogdijraad of DAS&V
- vzw Jeugd & Vrede, nu Tumult
- Kinder- en jongerentelefoon, nu Awel
- Kinderrechtswinkels, nu TZitemzo
- Nationaal Diensten- en Onderzoekscentrum voor het Spelende Kind, later opgesplitst in drie zelfstandige vzw's waaronder anno 2023 de coalitieleden Vlaamse Dienst Speelpleinwerk en Kind & Samenleving
- Unicef
- Welzijnszorg
- Steunpunt Algemeen Welzijnswerk, opgegaan in de huidige ledenorganisatie Steunpunt Mens & Samenleving

## Werking
De organisatie brengt vijfjaarlijks een alternatief rapport uit waarin de toestand van de kinderrechten in België in kaart wordt gebracht. Het rapport bevat een kritische blik op de naleving van het Kinderrechtenverdrag door de overheden.
Tweejaarlijks wordt een open forum georganiseerd en jaarlijks wordt minstens één nieuw standpunt gepubliceerd over een actueel thema. De leden bepalen samen de thema's.
De coalitie werkt in opdracht van en ook in hoofdzaak met middelen van de Vlaamse overheid.
Het Jeugddecreet van 23 november 2023 kent de opdrachten van Kinderrechtencoalitie Vlaanderen, TZitemzo en Kenniscentrum Kinderrechten vanaf 1 januari 2026 toe aan één nieuwe vereniging. 

## Leden
De vereniging bundelt 34 middenveld-organisaties.
- Awel
- Child Focus
- Gezinsbond
- Jonge Helden
- tZitemZo
- KIYO
- Liga voor Mensenrechten
- Plan België
- Uit De Marge
- UNICEF
- Arktos
- Chirojeugd Vlaanderen vzw
- Ecpat-België
- GRIP vzw
- Kind & Samenleving
- Minor-Ndako
- Vlaams Welzijnsverbond
- Tumult
- Welzijnszorg
- Scouts en Gidsen Vlaanderen
- KLJ
- Ella
- Home Start Vlaanderen
- GAMS
- Cachet
- Vlaamse Dienst Speelpleinwerk
- Vlaamse Scholierenkoepel
- Bednet
- SOS Kinderdorpen
- Parcours
- Steunpunt Mens & Samenleving
- Sportpret
- IJD
- Djapo

## Bestuur
Anno 2023 zijn Sofia Mahjoub van Child Focus en Paolo De Francesco van de Gezinsbond de co-voorzitters. Ze volgden Wouter Stes van Plan België op. In 2025 vervangt Maarten Verbiest Paolo De Francesco.

## Partners
In Vlaanderen is de coalitie partner van het Kinderrechtencommissariaat en het Departement Cultuur, Jeugd en Media; op federaal niveau van de Nationale Commissie voor de Rechten van het Kind.
De vereniging is in Vlaanderen ook een van de zes organisaties met een bijzondere (decretale) opdracht, naast de Vlaamse Jeugdraad en de 4 vzw's Bataljong, JINT, het Kenniscentrum Kinderrechten en de Ambrassade. 
De Waalse tegenhanger van de Kinderrechtencoalitie is de Coordination des ONG pour les Droits de l'Enfant, waarmee de totstandkoming van het alternatief rapport wordt gecoördineerd. 
De Kinderrechtencoalitie is lid van Child Rights Connect op wereldschaal en van Eurochild op Europees niveau.

## Acties
De organisatie diende in 2013 samen met de Liga voor Mensenrechten klacht in bij het Grondwettelijk Hof tegen de wet op de Gemeentelijke administratieve sancties, omdat er geen minimumleeftijd in voorzien was. De klacht werd verworpen.
De organisatie verzette zich datzelfde jaar ook tegen het idee van de Gentse burgemeester Daniël Termont om het bedelen door kinderen te verbieden.
Nadien ging de coalitie minder inzetten op dergelijke acties en meer op standpunten en beleidsadviezen.
De laatste juridische actie dateert van 2019. Toen werd opnieuw samen met de Liga voor Mensenrechten klacht ingediend bij het Grondwettelijk Hof en nadien beroep bij de Raad van State tegen de verplichte vingerafdruk op eID's voor minderjarigen vanaf 12 jaar. De zaak lag in 2023 nog steeds bij het Europees Hof van Justitie.